# Zornia maritima
Zornia maritima är en ärtväxtart som beskrevs av Sally T. Reynolds och A.E.Holland. Zornia maritima ingår i släktet Zornia och familjen ärtväxter. Inga underarter finns listade i Catalogue of Life.